# Wiera Biendina
Wiera Dmitrijewna Biendina (ros. Вера Дмитриевна Бендина; ur. 23 września 1900, zm. 8 października 1974) – radziecka aktorka teatralna i głosowa. Ludowy Artysta RFSRR (1948). Pochowana na Cmentarzu Nowodziewiczym w Moskwie.

## Wybrana filmografia
- 1957: Królowa Śniegu jako książę (głos)
- 1949: Czarodziejski dzwoneczek jako Łusza (głos)
- 1948: Niegrzeczny Fiedia jako Fiedia Zajcew (głos)

## Nagrody i odznaczenia
- Ludowy Artysta RFSRR (1948)
- Order Czerwonego Sztandaru Pracy (1948)
- Order Znak Honoru (1937)

Źródło: